# محمدرضا عاملی تهرانی
محمدرضا عاملی تهرانی (۱۰ دی ۱۳۰۶ – ۱۸ اردیبهشت ۱۳۵۸) از بنیادگذاران مکتب و حزب پان ایرانیست و نظریه‌پرداز تفکر پان‌ایرانیسم محسوب می‌شود که از سن ۱۴ سالگی پای به عرصهٔ فعالیت‌های سیاسی با گرایش‌های ملی گذاشت و کتاب‌ها و مقالاتی در زمینهٔ ملی‌گرایی (ناسیونالیسم) دارد.

## زندگی‌نامه
وی در سال ۱۳۰۶ زاده شد. از بچگی او را پرویز و بعدها در حزب پان ایرانیست به خواست خودش او را پیروز صدا می‌زدند چون از اسم عربی خودش خوشش نمی‌آمد. تحصیلات خود را در دانشکدهٔ علوم پزشکی دانشگاه تهران و با تخصص بیهوشی به اتمام رساند و بعدها در همان دانشگاه به تدریس پرداخت.
او وزیر اطلاعات و جهانگردی در کابینهٔ جعفر شریف‌امامی و وزیر آموزش و پرورش در کابینهٔ ارتشبد غلامرضا ازهاری بود.

## اعدام
دادگاه انقلاب اسلامی تهران، محمد رضا عاملی تهرانی را مفسد فی الارض شناخت و به اعدام محکوم کرد. از عاملی تهرانی نقل می‌کنند که پس از صدور و ابلاغ حکم اعدام وی توسط دادگاه انقلاب، از خانواده و یارانش خواست «دیگر در اندیشهٔ او نباشند و تنها به ایران بیندیشند» عاملی تهرانی پیش از اعدام درخواست کرد تا دوباره برآمدن خورشید بر ایران را ببیند. پیکر وی در گورستان ابن بابویه شهرری به خاک سپرده شده است.